# Márcio Berezoski
Márcio Luiz Berezoski (Joinville, 8 de fevereiro de 1947) é um político brasileiro.
Foi senador por Santa Catarina na 48ª Legislatura, de 1990 a 1991.